# Романовська Ольга Сергіївна
О́льга Сергі́ївна Корягіна (нар. 22 січня 1986, Миколаїв, УРСР, СРСР), у шлюбі Романо́вська — українська співачка, модель, ведуча та модельєрка. Колишня солістка жіночого поп-гурту «ВІА Гра» (2006—2007) та гурту «Queens» (2016—2017).

## Кар'єра
На початку 2006 року в гурті ВІА Гра виникла вакансія. Надія Мейхер відмовилася від подальшої участі в проєкті. На її місце був організований кастинг, який виграла Ольга Корягіна. Але з певних причин на вакантне місце було взято Христину Коц-Готліб, «Міс Донецьк 2003». По закінченні трьох місяців для продюсерів стало очевидно, що вона не вписалася в колектив, і було вирішено надати шанс Корягіній. 10 квітня 2006 року її представили як нову учасницю гурту. На той момент Корягіна була студенткою 3-го курсу Миколаївського філіалу Київського національного державного університету культури і мистецтва на факультеті декоративно-прикладного мистецтва за спеціальністю обробка тканини. Також брала участь у показах і фотосесіях як модель у Миколаєві.
У 2007 році одружилася з українським бізнесменом Андрієм Романовським. У березні 2007 року оголосила про свою вагітність і відхід із гурту. Її останній виступ у складі ВІА Гра відбувся 16 квітня. На початку вересня народила сина Максима.

## Дискографія

### Сольна кар'єра
- Держи меня крепче (2015)

### Альбоми в складі гуртуВІА Гра
- L.M.L. (2006) (як Nu Virgos)

### Пісні у складі гуртуВІА Гра
- 2006 — Л.М.Л.
- 2006 — Цветок и нож

### Сольні пісні
- 2007 — Колыбельная
- 2014 — Тайная любовь
- 2014 — Музыка
- 2015 — Красивые слова
- 2016 — Мало малины (feat. Dan Balan)
- 2017 — Папайя
- 2018 — Птица
- 2019 — Константин

### Пісні у складі гурту Queens
- 2016 — Зачем?

## Відеографія

### Кліпи у складі гуртуВІА Гра
| Рік  | Кліп         | Режисер     | Альбом  |
| ---- | ------------ | ----------- | ------- |
| 2006 | Л.М.Л.       | Алан Бадоєв | L.M.L   |
| 2006 | Цветок и нож | Алан Бадоєв | Поцелуи |

### Сольні кліпи
| Рік  | Кліп                            | Режисер             | Альбом            |
| ---- | ------------------------------- | ------------------- | ----------------- |
| 2007 | Колыбельная                     |                     |                   |
| 2014 | Тайная любовь                   | Кирило Кузін        | Держи меня крепче |
| 2014 | Музыка                          | Віктор Масляєв      | Держи меня крепче |
| 2015 | Красивые слова                  | Євген Тимохін       | Держи меня крепче |
| 2016 | «Мало малины» (feat. Dan Balan) | Олександр Тихомиров |                   |
| 2017 | «Папайя»                        | Іван Кваша          |                   |
| 2018 | «Птица»                         | Сергій Грей         |                   |
| 2019 | «Константин»                    | Тарас Голубков      |                   |

### Як акторка
| Рік  | Кліп                                   | Режисер     |
| ---- | -------------------------------------- | ----------- |
| 2006 | Без суеты (кліп Валерія Меладзе)       | Семен Горов |
| 2017 | «#ТАКАЯ» (Ілля Зудін feat. Dj Squeeze) | Віктор Фо   |